# Hyles balearica
Hyles balearica är en fjärilsart som beskrevs av Hans Rebel 1926. Hyles balearica ingår i släktet Hyles och familjen svärmare. Inga underarter finns listade i Catalogue of Life.